# Bordapáfrány

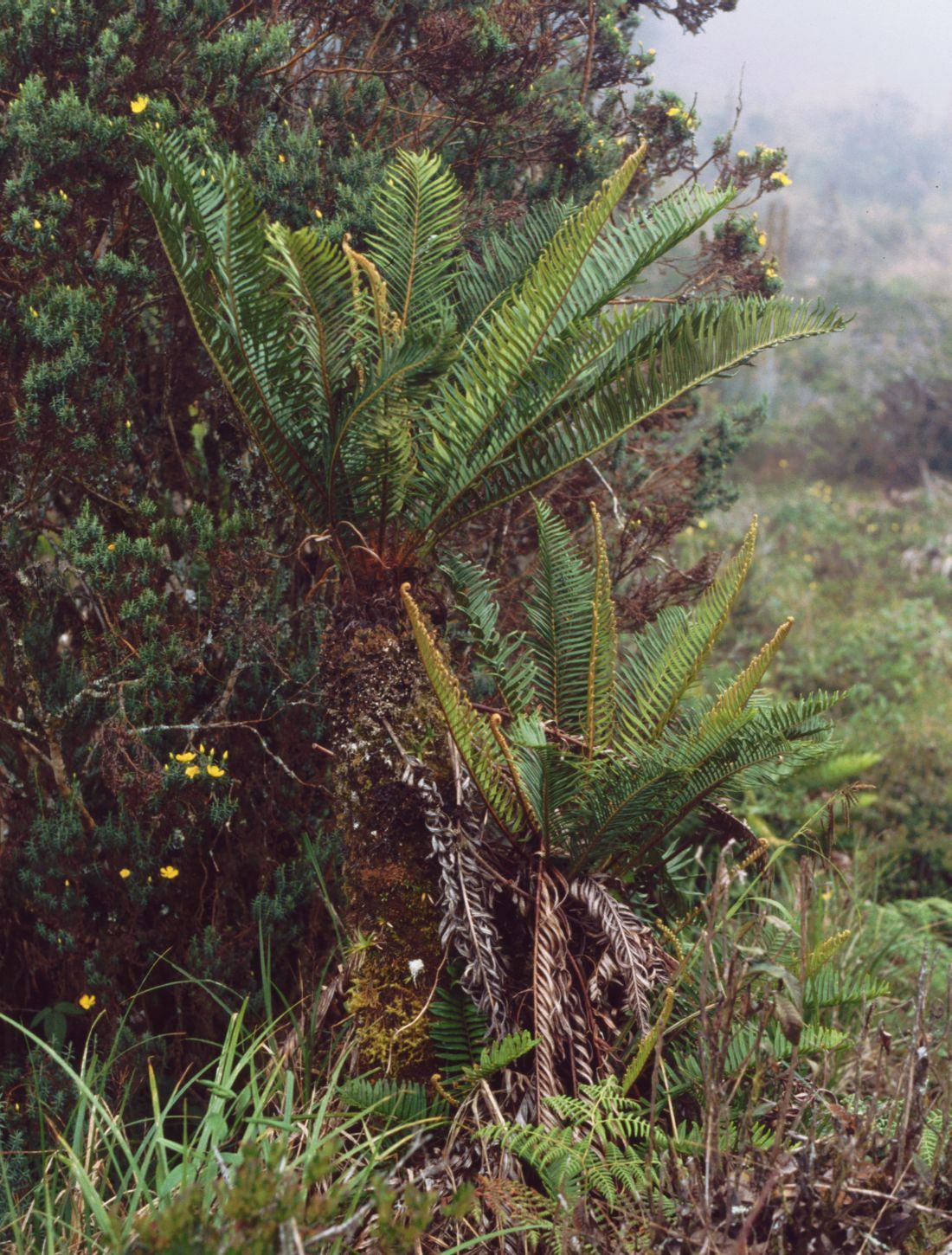
Blechnum auratum

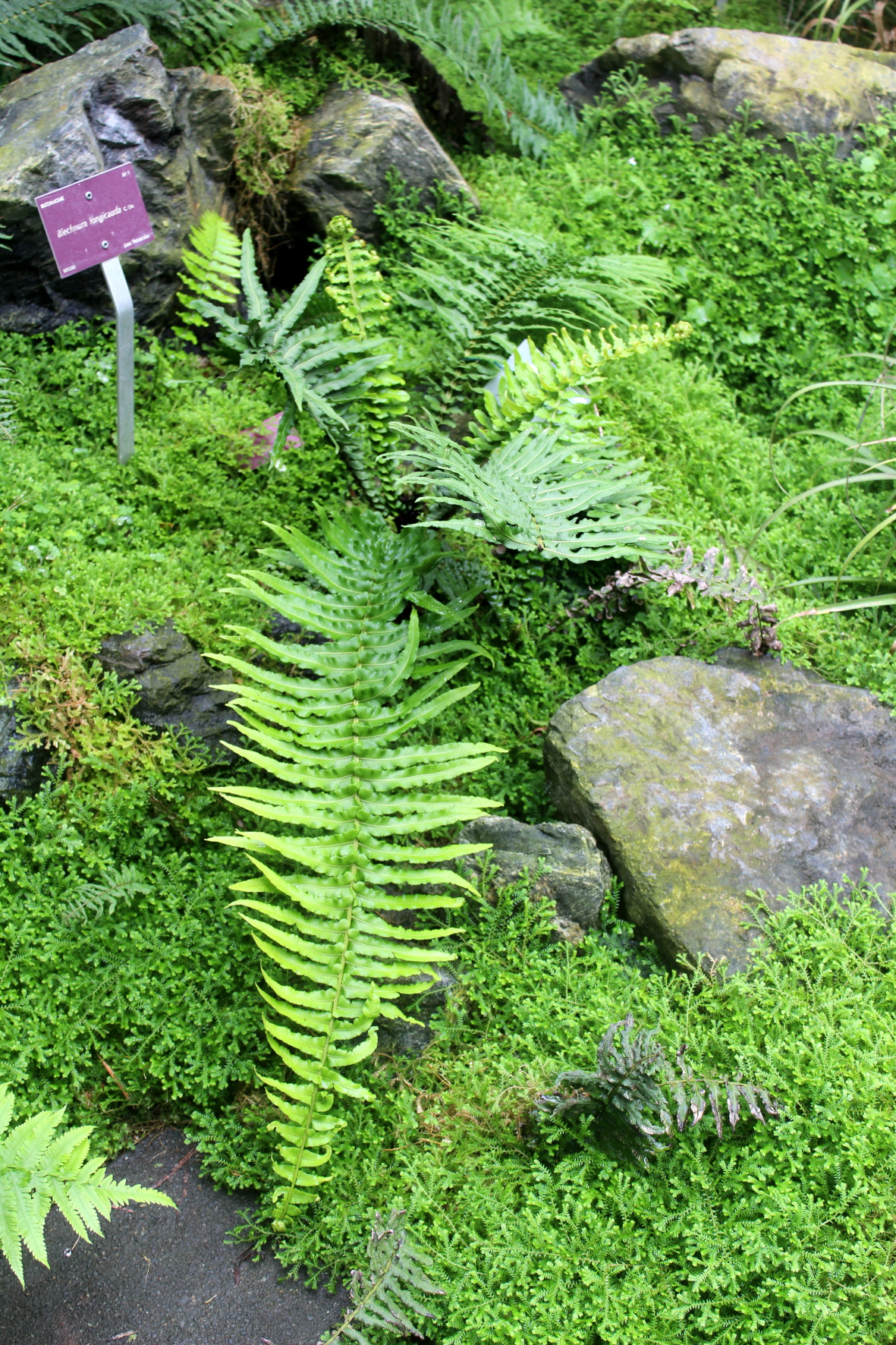
Blechnum longicauda

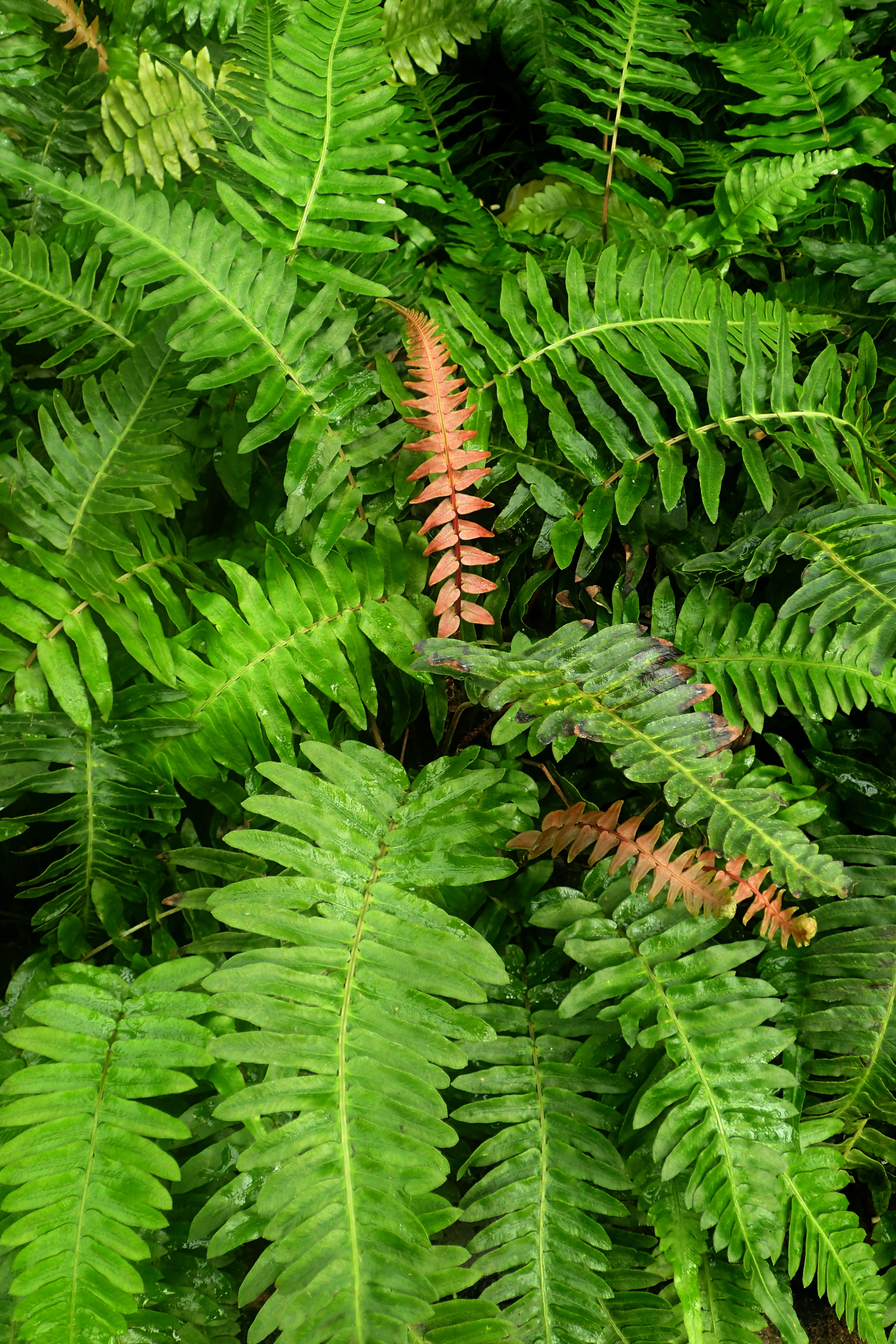
Blechnum occidentale

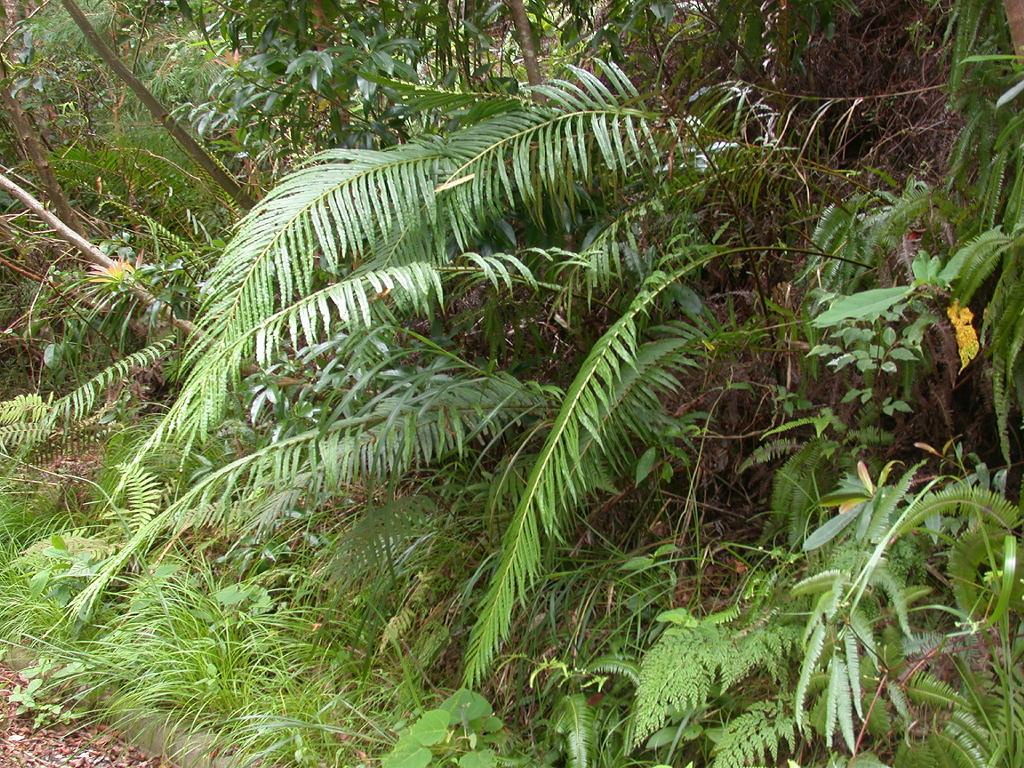
Blechnum orientale

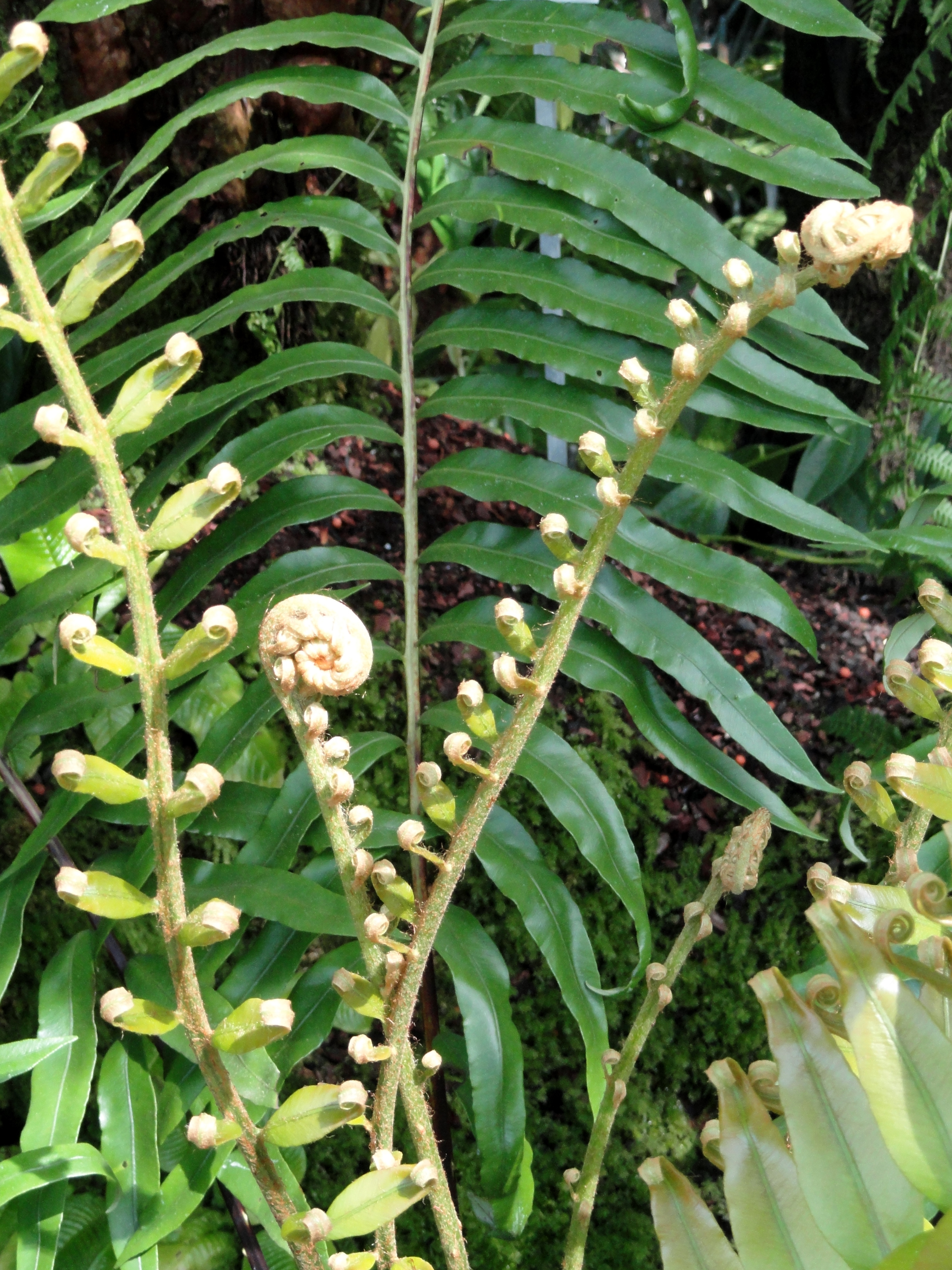
Blechnum tabulare

A bordapáfrány (Blechnum) a valódi páfrányok (Pteridopsida) osztályának édesgyökerű páfrányok (Polypodiales) rendjébe, ezen belül a bordapáfrányfélék (Blechnaceae) vagy a fodorkafélék (Aspleniaceae) családjába tartozó nemzetség.

## Rendszertani eltérések
A Blechnum nemzetség pontos rendszertani besorolása és a beletartozó fajszám, rendszerezőtől-rendszerezőre és forrástól-forrásra igen változó. A 2016-ban közölt Pteridophyte Phylogeny Group (Gasper et al.) szerint Blechnaceae családjába, azon belül pedig a Blechnoideae alcsaládba tartozik. Gasper et al. szerint a Blechnum egyike a 18 nemzetségnek, és benne 30 faj van. A 2014-es "Trends and concepts in fern classification", Annals of Botany szerint a Blechnoideae alcsalád óriás méretű, csak 2 nemzetséggel, de körülbelül 250 fajjal.

### PPG I rendszerezés
A 2019 decemberében, a Checklist of Ferns and Lycophytes of the World által kiadott fajlista szerint, csak az alábbi 28 faj és hibrid tartoznak ide:
- Blechnum anthracinum R.C.Moran
- Blechnum appendiculatum Willd.
- Blechnum arcuatum J.Rémy ex Fée
- Blechnum areolatum V.A.O.Dittrich & Salino
- Blechnum asplenioides Sw.
- Blechnum auriculatum Cav.
- Blechnum australe L.
- Blechnum austrobrasilianum de la Sota
- Blechnum × caudatum Cav.
- Blechnum × confluens Schltdl. & Cham.
- Blechnum × falciculatum C.Presl
- Blechnum gracile Kaulf.
- Blechnum gracilipes (Rosenst.) M.Kessler & A.R.Sm.
- Blechnum guayanense A.Rojas
- Blechnum hastatum Kaulf.
- Blechnum heringeri Brade
- Blechnum laevigatum Cav.
- Blechnum lanceola Sw.
- Blechnum × leopoldense (Dutra) V.A.O.Dittrich & Salino
- Blechnum longipilosum V.A.O.Dittrich & Salino
- Blechnum ludificans Herter
- Blechnum malacothrix Maxon & Morton
- Blechnum meridense Klotzsch
- Blechnum occidentale L.
- Blechnum × pampasicum de la Sota & M.L.Durán
- Blechnum polypodioides Raddi
- Blechnum punctulatum Sw.
- Blechnum tomentosum M.Kessler & A.R.Sm.

### Rendszerezés
A hagyományos rendszerezés szerint ebbe a nemzetségbe az alábbi 231 faj és 4 hibrid tartozik:
- Blechnum acanthopodum T.C.Chambers & P.A.Farrant
- Blechnum acutum (Desv.) Mett.
- Blechnum aequatoriense A.Rojas
- Blechnum × aggregatum (Colenso) Tindale
- Blechnum amabile Makino
- Blechnum ambiguum C.Presl
- Blechnum andinum C.Chr.
- Blechnum anthracinum R.C.Moran
- Blechnum appendiculatum Willd.
- Blechnum arcuatum Remy
- Blechnum areolatum V.A.O.Dittrich & Salino
- Blechnum articulatum (F.Muell.) S.B.Andrews
- Blechnum ascendens A.Rojas
- Blechnum asperum (Klotzsch) J.W.Sturm
- Blechnum asplenioides Sw.
- Blechnum atropurpureum A.R.Sm.
- Blechnum attenuatum (Sw.) Mett.
- Blechnum auratum (Fée) R.M.Tryon & Stolze
- Blechnum auriculatum Cav.
- Blechnum australe L.
- Blechnum austrobrasilianum de la Sota
- Blechnum austrocaledonicum Christenh.
- Blechnum bakeri C.Chr.
- Blechnum banksii (Hook.f.) Mett.
- Blechnum bicolor M.Kessler & A.R.Sm.
- Blechnum biforme (Baker) Christ
- Blechnum binervatum (Poir.) C.V.Morton & Lellinger
- Blechnum binerve (Hook.) C.Chr.
- Blechnum bolivianum M.Kessler & A.R.Sm.
- Blechnum bonapartei Rakotondr.
- Blechnum brackenridgei (Carruth.) Perrie & Brownsey
- Blechnum brasiliense Desv.
- Blechnum bruneum M.Kessler & A.R.Sm.
- Blechnum camfieldii Tindale
- Blechnum capense Burm.f.
- Blechnum cartilagineum Sw.
- Blechnum castaneum (Makino) Makino & Nemoto
- Blechnum caudatum Cav.
- Blechnum chambersii Tindale
- Blechnum chauliodontum Copel.
- Blechnum chiriquanum (Broadh.) C.Chr.
- Blechnum christii C.Chr.
- Blechnum cochabambense M.Kessler & A.R.Sm.
- Blechnum colensoi (Hook.f.) N.A.Wakef.
- Blechnum columbiense Hieron.
- Blechnum × confluens Schltdl. & Cham.
- Blechnum confusum (Fourn.) Brownlie
- Blechnum contiguum Mett.
- Blechnum corbassonii Brownlie
- Blechnum cordatum (Desv.) Hieron.
- Blechnum corralense Espinosa
- Blechnum cyatheoides (Kaulf.) Christenh.
- Blechnum cycadifolium (Colla) J.W.Sturm
- Blechnum decrescens Rakotondr.
- Blechnum dendrophilum (Sodiro) C.Chr.
- Blechnum difforme Copel.
- Blechnum dilatatum (Brause) T.C.Chambers & P.A.Farrant
- Blechnum discolor (Forst.) Keyserl.
- Blechnum dissectum (Parris) Christenh.
- Blechnum divergens (Kunze) Mett.
- Blechnum diversifolium Mett.
- Blechnum dives (Kunze) Christenh.
- Blechnum doodianum Christenh.
- Blechnum durum (T.Moore) C.Chr.
- Blechnum eburneum Christ
- Blechnum egregium Copel.
- Blechnum ensiforme (Liebm.) C.Chr.
- Blechnum falciforme (Liebm.) C.Chr.
- Blechnum fernandezianum (Looser) Prada & Rolleri
- Blechnum filiforme (A.Cunn.) Ettingsh.
- Blechnum finlaysonianum Wall. ex Hook. & Grev.
- Blechnum flaccisquama A.Rojas
- Blechnum floresii C.Chr.
- Blechnum fluviatile (R.Br.) Lowe
- Blechnum fragile (Liebm.) C.V.Morton & Lellinger
- Blechnum francii Rosenst.
- Blechnum fraseri (A.Cunn.) Luerss.
- Blechnum fullagari (F.Muell.) C.Chr.
- Blechnum fuscosquamosum A.Rojas
- Blechnum gemmascens Alston
- Blechnum geniculatum T.C.Chambers & P.A.Farrant
- Blechnum ghiesbreghtii (Baker) C.Chr.
- púpos bordapáfrány (Blechnum gibbum) (Labill.) Mett.
- Blechnum glabrescens T.C.Chambers & Sykes
- Blechnum glaziovii (Christ) Rolleri & Prada
- Blechnum gracile Kaulf.
- Blechnum gracilipes (Rosenst.) M.Kessler & A.R.Sm.
- Blechnum gregsonii (Watts) Tindale
- Blechnum guayanense A.Rojas
- Blechnum hancockii Hance
- Blechnum hastatum Kaulf.
- Blechnum heringeri Brade
- Blechnum hieronymi Brause
- Blechnum hindii (Tindale ex T.C.Chambers) Christenh.
- Blechnum hirsutum Rosenst.
- Blechnum howeanum T.C.Chambers & P.A.Farrant
- Blechnum humbertii Tardieu
- Blechnum inflexum (Kunze) Kuhn
- Blechnum insigne (Hook.) C.M.Kuo
- Blechnum integrifrons Bonap. ex Rakotondr.
- Blechnum jamaicense C.Chr.
- Blechnum keysseri Rosenst.
- Blechnum laevigatum Cav.
- Blechnum lanceola Sw.
- Blechnum lechleri Mett.
- Blechnum lehmannii Hieron.
- Blechnum lenormandii (Baker) Diels
- Blechnum leopoldense (Dutra) V.A.O.Dittrich & Salino
- Blechnum leyboldtianum C.Chr.
- Blechnum lherminieri (Bory) Mett.
- Blechnum lima Rosenst.
- Blechnum lineare (C.Moore & J.Sm.) Christenh.
- Blechnum lineatum (Sw.) Hieron.
- Blechnum longepetiolatum Tardieu
- Blechnum longicauda C.Chr.
- Blechnum longipilosum V.A.O.Dittrich & Salino
- Blechnum longipinna Rakotondr.
- Blechnum longistipitatum A.Rojas
- Blechnum loxense (Kunth) Hook. ex Salomon
- Blechnum ludificans Herter
- Blechnum lyonii (O.Deg.) Christenh.
- Blechnum madagascariense Tardieu
- Blechnum magellanicum (Desv.) Mett.
- Blechnum malacothrix Maxon & C.V.Morton
- Blechnum marginatum Kuhn
- Blechnum marquesense (E.D.Br.) Christenh.
- Blechnum maximum (R.Br. ex C.Chr.) Christenh.
- Blechnum maxonii C.Chr.
- Blechnum medium (R.Br.) Christenh.
- Blechnum melanocaulon (Brack.) T.C.Chambers & P.A.Farrant
- Blechnum melanopus Hook.
- Blechnum membranaceum (Colenso ex Hook.) Mett. ex Diels
- Blechnum meridense Klotzsch
- Blechnum microphyllum (Goldm.) C.V.Morton
- Blechnum milnei (Carruth.) C.Chr.
- Blechnum minus (R.Br.) Ettingsh.
- Blechnum mochaenum G.Kunkel
- Blechnum molle (Parris) Christenh.
- Blechnum monomorphum R.C.Moran & B.Øllg.
- Blechnum montanum T.C.Chambers & P.A.Farrant
- Blechnum moorei C.Chr.
- Blechnum moranianum A.Rojas
- Blechnum moritzianum (Klotzsch) Hieron.
- Blechnum neglectum (F.M.Bailey) R.K.Wilson & Bayly
- Blechnum neohollandicum Christenh.
- Blechnum nesophilum T.C.Chambers & P.A.Farrant
- Blechnum nigrocostatum A.Rojas
- Blechnum nigrum (Colenso) Mett.
- Blechnum norfolkense Christenh.
- Blechnum norfolkianum (Heward) Maiden
- Blechnum novae-zelandiae T.C.Chambers & P.A.Farrant
- Blechnum nudum (Labill.) Wakef.
- Blechnum nukuhivense E.Brown
- Blechnum obtusatum (Labill.) Mett.
- Blechnum obtusum R.C.Moran & A.R.Sm.
- Blechnum occidentale L. - típusfaj
- Blechnum oceanicum (Rosenst.) Brownlie
- Blechnum opacum Mett.
- Blechnum organense Brade
- Blechnum orientale L.
- Blechnum pacificum Lorence & A.R.Sm.
- Blechnum pallidum (Hook. & Arn.) Brack.
- Blechnum palmiforme (Thouars) C.Chr.
- Blechnum × pampasicum de la Sota & M.L.Durán
- Blechnum parrisiae Christenh.
- Blechnum paschale (C.Chr.) Christenh.
- Blechnum patersonii (R.Br.) Mett.
- Blechnum pazense M.Kessler & A.R.Sm.
- Blechnum penna-marina (Poir.) Kuhn
- Blechnum petiolare C.Chr.
- Blechnum phanerophlebium C.Chr.
- Blechnum pilosum (Brack.) Brownlie
- Blechnum pinnatifidum A.Rojas
- Blechnum polinesicum Molinari
- Blechnum polypodioides Raddi
- Blechnum procerum (G.Forst.) Sw.
- Blechnum proliferum Rosenst.
- Blechnum pteropus (Kunze) Mett.
- Blechnum puberulum (Sodiro) A.Rojas
- Blechnum punctulatum Sw.
- Blechnum puniceum T.C.Chambers, P.J.Edwards & R.J.Johns
- Blechnum raiateense J.W.Moore
- Blechnum reflexum Rosenst. ex M.Kessler & A.R.Sm.
- Blechnum repens M.Kessler & A.R.Sm.
- Blechnum reticulatum R.K.Wilson & Bayly
- Blechnum revolutum (Alderw.) C.Chr.
- Blechnum rheophyticum R.C.Moran
- Blechnum rimbachii C.Chr.
- Blechnum × rodriguezii S.Aguiar, L.G.Quintan. & Amigo
- Blechnum rosenstockii Copel.
- Blechnum rufum (Spreng.) C.Chr.
- Blechnum ryanii (Kaulf.) Hieron.
- Blechnum sampaioanum Brade
- Blechnum schiedeanum (Schltdl. ex C.Presl) Hieron.
- Blechnum schomburgkii (Klotzsch) C.Chr.
- Blechnum schottii (Colla) C.Chr.
- Blechnum sessilifolium (Klotzsch ex Christ) C.Chr.
- Blechnum shaferi (Broadh.) C.Chr.
- Blechnum smilodon M.Kessler & Lehnert
- Blechnum sociale Sodiro
- Blechnum souleytianum Gaudich.
- Blechnum spannagelii Rosenst.
- erdei bordapáfrány (Blechnum spicant (L.) Roth/Struthiopteris spicant (L.) F.W. Weiss)
- Blechnum spinulosum Poir.
- Blechnum sprucei C.Chr.
- Blechnum squamatum M.Kessler & A.R.Sm.
- Blechnum squamipes (Hieron.) M.Kessler & A.R.Sm.
- Blechnum squamosissimum A.Rojas
- Blechnum squarrosum Gaudich.
- Blechnum stipitellatum (Sodiro) C.Chr.
- Blechnum stuebelii Hieron.
- Blechnum subcordatum (E.Fourn.) Brownlie
- Blechnum tabulare (Thunb.) Kuhn
- Blechnum tomentosum M.Kessler & A.R.Sm.
- Blechnum triangularifolium T.C.Chambers & P.A.Farrant
- Blechnum tuerckheimii Brause
- Blechnum underwoodianum (Broadh.) C.Chr.
- Blechnum unisorum (Baker) Christenh.
- Blechnum usterianum (Christ) C.Chr.
- Blechnum vallegrandense M.Kessler & A.R.Sm.
- Blechnum venosum Copel.
- Blechnum vestitum (Blume) Kuhn
- Blechnum vieillardii Mett.
- Blechnum vittatum Brack.
- Blechnum vulcanicum (Blume) Kuhn
- Blechnum wagnerianum (D.D.Palmer & T.Flynn) Christenh.
- Blechnum wardiae Mickel & Beitel
- Blechnum wattsii Tindale
- Blechnum werckleanum (Christ) C.Chr.
- Blechnum werffii R.C.Moran
- Blechnum whelanii F.M.Bailey
- Blechnum wolamense Cuf.
- Blechnum wurunuran Parris
- Blechnum xiphophyllum (Baker) C.Chr.
- Blechnum zeelandicum Christenh.

### Fordítás
- Ez a szócikk részben vagy egészben  a   Blechnum című angol Wikipédia-szócikk ezen változatának fordításán alapul.  Az eredeti cikk szerkesztőit annak laptörténete sorolja fel. Ez a jelzés csupán a megfogalmazás eredetét és a szerzői jogokat jelzi, nem szolgál a cikkben szereplő információk forrásmegjelöléseként.